# Мікора Олександр Ілліч
Олександр Ілліч Міко́ра (22 грудня 1925, Жаркевич — 5 травня 2014, Київ) — український художник; член Спілки радянських художників України з 1970 року. Заслужений художник України з 1995 року. Батько живописця Михайла Мікори.

## Біографія
Народився 22 грудня 1925 року на хуторі Жаркевич Північно-Кавказького краю РРФСР (у 1999 році знятий з обліку у Краснодарському краї Російської Федерації). Брав участь у німецько-радянській війні. Служив у стрілецьких військах, мав військове звання сержанта. Нагороджений медаллю «За відвагу» (18 жовтня 1943), орденом Червоної Зірки (4 листопада 1944).
У 1949—1950 роках викладав малювання у Хабаровському педагогічному училищі. З 1951 року працював у товаристві «Художник» у Краснодарі. 1957 року закінчив Київський державний художній інститут, де навчався у Василя Касіяна, Іларіона Плещинського.
Після здобуття мистецької освіти працював у Києві: протягом 1957—1961 років — художнім редактором журналу «Барвінок», у 1963—1974 роках — художнім редактором журналу «Малятко».
Мешкав у Києві в будинку на проспекті 40-річчя Жовтня, № 112, квартира № 53 та у будинку на вулиці Академіка Заболотного, № 95, квартира № 45. Помер у Києві 5 травня 2014 року.

## Творчість
Працював у галузях книжкової та станкової графіки, станкового живопису (писав портрети, пейзажі). Серед робіт:
- серія портретів «Мої однополчани» (1987);
- «Тиша» (1992);
- «Місток» (1994);
- «Надвечір'я» (1994);
- «Осіннє золото» (1996);
- «Над островом Березань» (1997);

серії літографій
- «Пам'ять ветерана» (1980);
- «За Київ рідний» (1982—1983);
- «З вірою в Перемогу» (1984);
- «Шляхами Перемоги» (1986);

серії пастелей
- «Пейзажі України» (1985—2003);
- «Седнівські пейзажі» (1987);
- «Навколо Києва» (1990—2003);

живопис
- триптих «Звільнення Європи» (1986);
- «Тарасова гора» (1995);
- «Хатина в яру» (1995);
- «Березневий ранок» (1995);
- «Дніпровські заплави» (1998);
- «На Черкащині» (1998);
- «Продавець сигарет (Доля переможця)» (1998);
- «Нас залишалось тільки троє…» (2004).

ілюстрації до книг
- «Солнце улыбнулось» Олександра Бродського (1973);
- «Хоробрий Сашко» Дмитра Ткача (1975);
- «Гвардії Савочка» Юрія Збанацького (1977).

Брав участь у всеукраїнських мистецьких виставках з 1968 року, зарубіжних — з 1982 року, всесоюзних — з 1985 року. Персональні виставки відбулися у Києві у 1984, 1990, 2000, 2005 роках, Луганську у 1991 році.
Роботи художника зберігаються у Музеї історії Києва, Національному музеї Тараса Шевченка у Києві, Полтавському і Чернігівському художніх музеях, Прилуцькому краєзнавчому музеї, а також музеях Російської Федерації, Сполучених Штатів Америки, Греції, Великої Британії, Німеччини, Португалії, Ірландії.